# Eszter
Az Eszter perzsa eredetű női név, a jelentése csillag. Istár asszír-babilóniai istennő nevével azonos eredetű. Egyes vélemények szerint héber eredetű és a jelentése mirtusz, ez azonban a bibliai alaknak, Eszternek a másik nevére, a Hadassára vonatkozik.

## Gyakorisága
Az Eszter név a 16–18. században nagyon gyakori volt, majd veszített a népszerűségéből. 1967-ben 143-an kapták ezt a nevet, az 1980-as években a 12. leggyakoribb női név volt.
Az 1990-es években is igen gyakori név, a 2000-es években a 8–14. leggyakoribb női név.

## Más nyelveken
- Norvég: Astrid[forrás?]
- Izlandi : Ástríður[forrás?]
- angol: Esther, Hester
- olasz: Stella
- spanyol: Esther, Ester
- francia: Estelle
- svéd: Ester
- héber: אֶסְתֵּר
- japán: Esuteru
- perzsa: Istar

## Névnapok
- május 24.[2]
- július 8.[2]

## Híres Eszterek
- Eszter a zsidó Mordecháj unokahúga, perzsa királyné, I. Xerxész felesége
- Balás Eszter táncdalénekesnő
- Bartók Eszter énekesnő
- Csákányi Eszter színésznő
- Földes Eszter színésznő
- Horgas Eszter fuvolaművész
- Iszak Eszter műsorvezető
- Kardos Eszter színésznő
- Kardos Eszter művészettörténész
- Kiss Eszter színésznő
- Kovács Eszter Liszt Ferenc-díjas opera-énekesnő
- Laluska Eszter kézilabdázó
- Lukácsné Bíró Eszter festőművész
- Mattioni Eszter képzőművész
- Nagy-Kálózy Eszter színésznő
- Novák Eszter rendező
- Ónodi Eszter színésznő
- Perényi Eszter hegedűművész,

komikus
- Ráskó Eszter komikus

tanár
- Szabó Eszter énekesnő
- Solymosi Eszter
- Somogyi Eszter operaénekes
- Sümegi Eszter operaénekes
- Takáts Eszter pécsi dalszerző
- Tamási Eszter színésznő, bemondó
- Tóth Eszter költő, író, műfordító
- Urbán Eszter női labdarúgó-játékvezető
- Vágó Eszter régész

## Egyéb Eszterek

### Földrajzi névként
Ezekben a nevekben nem az Eszter név rejtőzik, csupán az alakjuk azonos, valójában különböző szláv szavakhoz kapcsolódnak:
Eszteregnye, Esztergály, Esztergár, Esztergom, Eszterháza, Eszterce, Eszterény, Eszterézs

### Vezetéknévként
A név korábbi, Ester alakja fordul elő családnévként, első említése 1628-ból ered.

### Irodalmi alakok
- Encsy Eszter, Szabó Magda Az őz c. regényében.
- Égető Eszter, Németh László azonos című regényének főhőse
- Eszti volt Kakuk Marci egyik kedvese Tersánszky Józsi Jenő művében
- Eszter hagyatéka, Márai Sándor műve
- Ábel és Eszter, Gárdonyi Géza műve

### Egyéb
- Lánc, lánc, eszterlánc: körjáték, aminek a szövege a Magyar Hírmondó I. számában jelent meg 1792-ben. A kezdetét egy német dalocska szavainak a torzításából eredeztetik, így eszerint nincs köze a névhez.[3]
- Orbán Ottó versének a címe is Eszterlánc.
- A Neoton Família együttesnek is van Eszterlánc című dala
- A KFT (együttes) dalának címe: Eszter a meztelen nő
- Eszter szőlőfajta